# M級軽巡洋艦
| M級軽巡洋艦 | M級軽巡洋艦 |
| ----------- | --- |
|             | |
| 艦級概観    | |
| 艦種        | 軽巡洋艦 |
| 艦名        | |
| 前級        | ライプツィヒ級軽巡洋艦 |
| 次級        | - |
| 性能諸元    | |
| 排水量      | 常備：7,800トン 満載：10,500トン |
| 全長        | 183.0m |
| 水線長      | 178.0m |
| 全幅        | 17.0m |
| 吃水        | 常備：5.4m 満載7.3m |
| 機関        | 主機関：ワグナー式重油専焼水管缶4基+形式不明ギヤード・タービン2基2軸 副機関：MAN型12気筒2サイクル12気筒ディーゼル機関12基1軸 計3軸推進                             |
| 最大出力    | 主機関：100,000hp 副機関：16,500hp 合計：116,500hp |
| 最大速力    | 35.0ノット |
| 航続距離    | 19ノット/8,000海里 |
| 燃料        | 重油：1,600トン 軽油：520トン |
| 乗員        | 約700名 |
| 兵装        | 15cm（55口径）連装速射砲4基 8.8cm（76口径）連装高角砲2基 3.7cm（83口径）連装機関砲4基 2cm（65口径）単装機銃4基 53.3cm四連装魚雷発射管2基 機雷60発                  |
| 装甲        | 舷側：50mm（水線最厚部）、30mm（艦首尾部） 甲板：20mm（平坦部）、35mm（傾斜部） 主砲塔：80mm（前盾）、20mm（側盾・天蓋・後盾） 司令塔：100mm（側盾）、50mm（天蓋） |
| 航空兵装    | 水上機2機 カタパルト1基 |

M級軽巡洋艦 (M-Klasse Leichter Kreuzer) は、ドイツ海軍が第二次世界大戦前に計画した軽巡洋艦の艦級で全て未完成に終わった。

## 概要
M級軽巡洋艦は1936年に大西洋上での通商破壊戦用に6隻が計画されたクラスである。仮想敵としてイギリス海軍の「タウン級」やフランス海軍の「ラ・ガリソニエール級」への対抗として設計された。
技術的には従来の革新的な実験的設計よりも既存技術の応用による堅実なものとして1937年7月にデザインされた本級は、仮称艦名「M」が1938年にドイッチュヴェルケ社キール造船所で起工、続く1939年に「N」がヴィルヘルムスハーフェン造船所で起工されたが、第2次世界大戦の開戦によって1939年9月に全艦建造中止となった。

## 同型艦
全艦仮称艦名であり、正式艦名が付けられる前に建造中止となっている。
- M:1938年11月1日起工、第2次世界大戦の開戦によって建造中止
- N:第2次世界大戦の開戦によって建造中止
- O:第2次世界大戦の開戦によって建造中止
- P:第2次世界大戦の開戦によって建造中止
- Q:第2次世界大戦の開戦によって建造中止
- R:第2次世界大戦の開戦によって建造中止

## 登場作品
本格派海戦ストラテジーゲームであるWoWsにおいて、ランク7のカテゴリーに「ミュンヘン級軽巡洋艦」として実装された。

## 参考図書
- 「世界の艦船 増刊 ドイツ巡洋艦史」（海人社）
- 「Conway All The World's Fightingships 1922-1946」（Conway）